# Spopad na Lipniški planini
Do spopada na Lipniški planini med Nemci in Selško četo je prišlo 9. septembra 1942. V bitki je padlo 28 partizanov.
Junija 1942 je Heinrich Himmler, državni vodja SS in načelnik nemške policije, ukazal operacijo Enzian za uničenje odporniškega gibanja na Gorenjskem. Poleti so preletavali Jelovico in 10. avgusta začeli z ofenzivo. Sodelovalo je okrog 10.000 pripadnikov nemške vojske. Najpomembnejša izmed udeleženih enot je bila motorizirani 18. policijski polk gorskih lovcev z okoli 3500 možmi, izurjenimi za boj na Kavkazu, opremljen s topovi in lahkimi oklepniki. Na drugi strani je bilo nekaj sto veliko slabše oboroženih partizanov, med njimi je bilo precej novincev. Nemške sile so partizane zasledovale in obkoljevale ter jim povzročale velike izgube. Trpelo je tudi prebivalstvo: Nemci so leta 1942 postrelili 612 talcev. 
Selška četa je konec avgusta in v začetku septembra delovala v Železnikih, Podnartu, Kropi, Lipnici in Podlonku. V Soteski v Bohinju so požgali žago in deske za Nemčijo. 9. septembra 1942 zjutraj je okrog 60 borcev Selške čete 2. grupe odredov in štaba 1. grupe odredov pod vodstvom komandanta Jožeta Gregorčiča zapustilo taborišče na Pašnem vrhu pod Ratitovcem in se pred močnimi nemškimi enotami, ki so se v drugem valu ofenzive približevale po Selški dolini, umaknilo v gozdove Jelovice. Vodil jih je Mirko Ambrožič, čelno patruljo spredaj komandir čete Polde Ravnihar. Na sredini kolone sta bila komandant štaba Jože Gregorčič – Gorenjc in politični komisar  Lojze Kebe – Štefan, ki sta bila med organizatorji boja proti okupatorju; Gregorčič je bil španski borec in je poveljeval v dražgoški bitki. Ob desetih so se približali Lipniški planini, kjer jih je v gozdu čakala močna nemška zaseda. 
Nemci so z brzostrelkami napadli zadnje partizane v koloni. Partizani so bežali proti Kravjemu potoku, kjer so se zaradi hudega ognja v globeli obrnili in se prebijali proti Lipniški planini. Redek smrekov gozd jim ni nudil zavetja. Komandant Gregorčič je bil ranjen v stegno, mitraljezec Tone Benedičič, komandir Polde in sedemnajstletni kurir Janez Lušina - Mali iz Dražgoš so ga skrili v odvodni jarek in pokrili z dračjem in praprotjo. Nekaj partizanov se je združilo na kamnitem griču nad planino in sledilo Lušini, ki je kot pastir poznal Jelovico, v Dražgoško goro.
Padlo je 24 partizanov in štiri partizanke, med njimi 17-letnika Frančiška Pogačnik in Stanislav Pesjak; Stanislav je padel po treh dneh, ko je šel s soborci iskat Gregorčiča. Sava Osredkar in Mirko Šušteršič sta umrla pri Mošenjski planini; našli so ju po mesecu dni in ju tam začasno pokopali. 18 partizanov se je rešilo, 12 so jih ujeli in deset deportirali v koncentracijska taborišča, dva pa prisilno vpoklicali v nemško vojsko. Ujeti partizani so morali z Nemci iskati ranjence. Mrtve so znosili na planino, jim umili obraze in jih fotografirali. Gestapo je na velikih letakih objavil, da je bil banditski glavar Gorenjske Jože Gregorčič ustreljen. Pozneje so ujeti pričali, da se je najbrž ustrelil sam. Mrtve so več dni pustili ležati na soncu, šele potem so jih vaščani smeli pokopati.
Preživeli iz Selške čete so se zbrali v Podlonku in nadaljevali boj proti okupatorju.
V bitki na Lipniški planini in po njej so padli:
- radiotehnik Aleš
- bolničar Majnik
- Anton Benedičič – Tonček (1922, Brezovica pri Kropi), p. d. Benediščov, kmet
- Franc Bergant (1923, Kropa), p. d. Streharjev, žebljar
- Štefan Bertoncelj (1921, Železniki), cestar
- Janez Branc – Gošar (1903, Hrušica), železničar, ki se je pred tem izognil streljanju talcev na Hrušici
- Jože Avgust Gregorčič – Gorenjc (1903, Volosko pri Opatiji), tovarniški delavec na Jesenicah
- Jakob Flego (1910, Pazin), delovodja iz Gorenje vasi
- Angela Košnjek – Micka (1920, Ljubljana), p. d. Streharjeva iz Krope, žebljarka
- Jože Krmelj – Škrbec (Črni Vrh)
- Karel Perdih – Žar (1920, Velenje), graver s Primskovega pri Kranju, ki se je mesec prej z vratolomnim skokom v prepad rešil z morišča talcev v Mostah pri Žirovnici
- Stanislav Pesjak (1925, Kranj), gimnazijec
- Frančiška Pogačnik – Pepa (1925, Kropa), p. d. Koroščkova, šiviljska pomočnica
- Jože Pogačnik (1907, Kropa), p. d. Koroščkov, jeseniški železar
- Peter Pogačnik – Skala (1916, Zaloše), p. d. Žnidarjev, mizarski pomočnik[3]
- Franc (Franko) Rajšter – Fedor (1914, Šoštanj), gradbeni inženir iz Ljubljane
- brata Janko Ravnihar (Benjamin Ravnikar) – Beno (1924, Križna Gora), mizarski pomočnik, in
- Leopold Ravnihar – Henrik (1918, Križna Gora), telefonist[4]
- Frančiška Staroverski – Špela (1889, Kropa), p. d. Smrekarjeva, vdova, ki je bila v četi s sinovi Tonetom, Valentinom, Francem, starimi od 16 do 18 let, in 14-letno hčerko Francko[5]
- Mirko Šušteršič – France Logar (1922, Zmajevac, Baranja), študent iz Ljubljane
- Marta Tavčar – Rija (1920, Moste pri Žirovnici), šivilja iz Žirovnice[6]
- dvojčka Sava-Ciril Osredkar – Čiro, študent montanistike, in
- Radko Osredkar – Tedi, tudi Čedo (1922, Ljubljana)[7]
- Franc Štirn (1904, Gorenje pri Kranju), tovarniški delavec
- Franc Zorko (1900, Štajerska) iz Kranja
- trije neznani borci

Posmrtne ostanke padlih na Mošenjski in Lipniški planini ter na drugih krajih po Jelovici so septembra 1949 odkopali, prepeljali v Radovljico in jih s soglasjem svojcev pokopali v skupni grob med Gorenjsko cesto in hotelom Grajski dvor; med njimi tudi neidentificirana trupla. V grobišču je tudi tretji brat Osredkarjevih, Jože oz. Ive – Stipe (1915), ki je padel avgusta 1942 pod Blegošem. V grobnico sredi grajskega parka, ob spomenik, ki ga je oblikoval arhitekt Edo Ravnikar, so jih položili leta 1960. Seznam pokopanih ni znan, zato tudi njihovo točno število ne. Jože Gregorčič je bil po vojni imenovan za narodnega heroja. 

## Spomeniki
Spomenik na vzhodnem robu Lipniške planine obeležuje dve bitki, prvi spopad novoustanovljenega Cankarjevega bataljona na Rženovem robu nad planino 8. avgusta 1941, v katerem so padli trije partizani (Alojz Žvan, Pavel Koren in verjetno še Andrej Komar), žrtve pa so imeli po enournem streljanju tudi Nemci, in za partizane usodno bitko 9. septembra 1942. Spomenik iz šestih skal je postavila ZB Kranj po načrtu arhitekta Jožeta Krančiča 3. 7. 1959, besedilo na skalah je delo Mateja Bora.  
100 m vzhodno od spomenika je na skali pritrjena kovinska spominska plošča, ki so jo svojci postavili tu padlima bratoma Ravnikar.